# Langues sarawak du Nord
Les langues sarawak du Nord sont un groupe de langues de la branche malayo-polynésienne des langues austronésiennes. Elles sont parlées sur l'île de Bornéo, en Indonésie et en Malaisie. 
Selon Blust, elles forment, avec les langues sabahanes le sous-groupe des langues bornéo du Nord dans la branche du malayo-polynésien occidental. Depuis 2008, on les classe parmi les langues de Bornéo.

## Classification interne
Ces langues occupent une place notable dans l'ensemble malayo-polynésien. La syntaxe des langues de ce groupe fait la transition entre les langues philippines et celle, de type malais, de l'Indonésie occidentale.
L'évolution phonologique particulière des langues sarawak du Nord a créé une série d'occlusives aspirées [bʰ], [dʰ], [gʰ] en bario kelabit, qui correspondent à des implosives en bintulu et dans certains parler kenyah des basses-terres. En kiput, [bʰ] aboutit à [b] ou [s] .

## Liste des langues

Les langues bornéo-philippines, entourées en rouge

Selon le linguiste Robert Blust, les langues sarawak du Nord se répartissent ainsi :
- Bintulu
- dayique
  - dialectes lun dayeh
  - dialectes kelabit, tring, sa’ban
- berawan-bas baram
  - berawan :
    - long terawan
    - long teru, batu belah, long jegan

  - bas-baram :
    - groupe miri : miri, narum, dali’, lelak
    - groupe kiput : kiput, lemeting, belait
- kenyah
  - kenyah des hautes-terres :
    - long anap, long atun, long jeeh

  - kenyah des basses-terres :
    - type A : long san, long sela’an, long ikang
    - type B : long wat, long luyang, long dunin’
    - type C : long labid, long lamai, long merigam

Parmi les langues kenyah des hautes terres, on peut ajouter l'uma’ lung. 
Certains des groupes qui parlent kenyah, s'appellent eux-mêmes Penan, c'est le cas des groupes du « type C », ou Sebop, comme les Long Luyang.

## Phonologie historique
Le tableau montrent la grande diversité de traitement, par les langues sarawak du Nord, des occlusives *b, *d, *g et des aspirées *bʰ, *dʰ, *gʰ du proto-sarawak du Nord. Les deux affriquées, sourde et sonore, sont transcrites /c/ et /j/.
|         |            | *b/*bʰ   | *d/*dʰ   | *j/*jʰ | *g/*gʰ   |
| Kelabit | bario      | b/bʰ     | d/dʰ     | d/dʰ   | g/gʰ     |
| Kelabit | pa’ mada   | b/p      | d/t      | d/t    | g/k      |
| Kelabit | long napir | b/f      | d/s      | d/s    | g/k      |
| Kenyah  | long san   | ɓ/ɓ      | r/ɗ      | ɗʲ/ɗʲ  | ɠ/ɠ      |
| Kenyah  | long dunin | b/b; v/ɓ | d/d; r/ɗ | j/s    | g/ɠ      |
| Kenyah  | long labid | b/b; v/b | d/d; r/d | j/j    | g/g      |
| Kiput   | Kiput      | b/s      | d/s      | s/c    | g/k; k/k |
| Narum   | Narum      | b/f      | d/t      | j/c    | g/k      |
| Miri    | Miri       | b/f      | d/s      | j/s    | g/k      |
| Bintulu | Bintulu    | b/ɓ; v/ɓ | r/ɗ      | j/j    | g/g      |

## Sources
- (en) Robert Blust, 2000, Low Vowel Fronting in Northern Sarawak, Oceanic Linguistics, 39:2, pp. 285-319.
- (en) Robert Blust, 2006, The Origin of the Kelabit Voiced Aspirates: A Historical Hypothesis Revisited, Oceanic Linguistics, 45:2, pp. 311-338.
- (en) Robert Blust, 2007, Òma Lóngh Historical Phonology, Oceanic Linguistics, 46:1, pp. 1-53.
- (en) Robert Blust, 2010, The Greater North Borneo Hypothesis, Oceanic Linguistics, 49:1, pp. 44-118.